# Містер Бін (телесеріал)
«Містер Бін» (телесеріал) (англ. «Mr. Bean», пол. «Jaś Fasola» тобто «Івась Квасоля», мак. «Господин Бин» тобто «Пан Бін») — британський комедійний телесеріал. Транслювався у 1990 — 1995 рр..

## Персонажі

### Містер Бін
«У чому насправді секрет містера Біна? З одного боку він викликає жалість (наївна, зовсім нічого нетямляча в житті людина), з іншого-повагу. Людям подобається, що містер Бін дозволяє собі те, чого вони дозволити не можуть в силу певних моральних рамок і обмежень. У ньому є внутрішній стрижень, сила, яка приваблює глядачів, і цим я дійсно пишаюся!»
Ровен Аткінсон
Містер Бін — комедійний герой і «ходяче лихо»: ексцентрична, дивакувата, часто егоїстична людина, яка любить жартувати та робити капості оточуючим. Там де з'являється він — з'являються вкупі з ним і неприємності; полюбляє бути відлюдником, однак без міста і оточуючих його людей уявити даний персонаж неможливо.

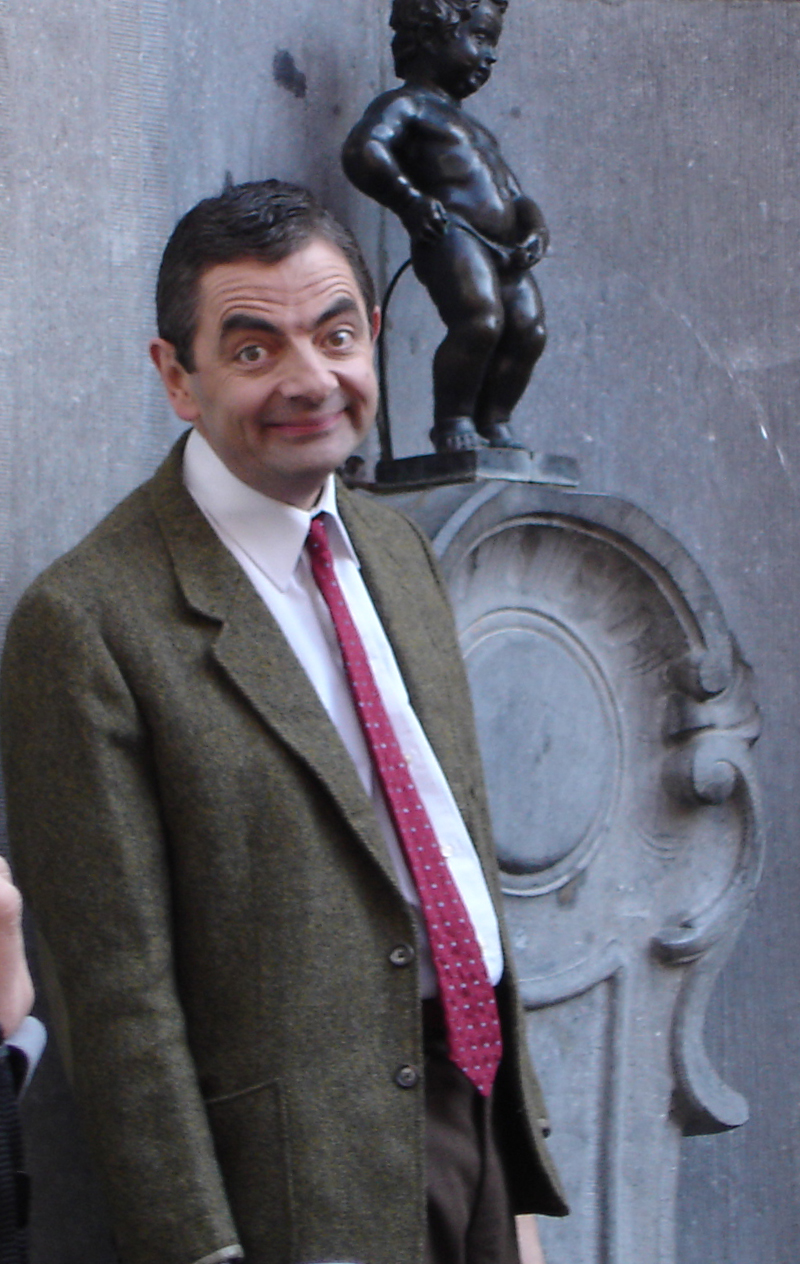
Містер Бін

Зазвичай Бін носить твідовий піджак та бордову вузеньку краватку. В телесеріалі ім'я головного героя лишається загадкою і завжди звучить лише його прізвище. Однак у фільмі «Бін» є сцена, в якій фігурує паспорт Біна, в якому замість ім'я записано «Містер», а працює він у Лондонській Національній галереї простим доглядачем.
Вигляд Містера Біна завжди викликає в глядача сміх, адже його зовнішність гармоніює з його внутрішнім світом. Окрім відомого на весь світ твідового піджака, Бін має смішний вираз обличчя, вирячкува́ті очі, акуратно причесану або прилизану зачіску. Окремо треба згадати про його відстовбурчені вуха (у стрічці «Бін» цей дивак продемонстрував вміння ними ворушити), а також ніс, котрим він втягує повітря, неначе хом'як чи тхорик. Ще Містер Бін має свою оригінальну пінгвінячо-качину ходу, яку повною мірою проявляється, коли він звідкись тікає, або кудись поспішає.
Також Бін майже не розмовляє протягом серій, щоправда, він частенько бурмоче щось собі під ніс. Тому пригоди Містера Біна почасти схожі на старі німі стрічки.
В звичайних життєвих ситуаціях, які є шаблонними в нашому буденному житті, Бінові вдається знайти якесь оригінальне рішення, яке видається нам подекуди розумним, але частіше, — повною нісенітнецею, дурницею і викликає в нас сміх. Однак якби не склалася пригода, Бін лишається невиправним оптимістом. Часто містер Бін не може прямо сказати якомусь персонажеві телесеріалу чого саме він хоче. Це пояснюється тим, що «ходяче лихо» невпевнене в собі. Він ніби велика дитина, яка робить лише те, що їй подобається і виправляє на свій смак те, з чим змиритися не може. Також в Біні водночас поєднується великий ледар та великий трудівник. Наприклад, щоб не вставати і не вимикати світло, в серії «Спокійної ночі, Містер Бін», недотепа заряджає пістолет, який знаходиться в його тумбочці біля ліжка, і розбиває пострілом лампочку. Водночас з цим в серії «Містер Бін та його неприємності» він, щоб не запізнитися до лікаря-стоматолога, складає біля свого ліжка цілу систему пристроїв, аби ті розбудили його в конкретний час.
Коли Бін попадає в якусь неприємну ситуацію, або накоїв щось не надто гарне, він намагається зіпхнути скоєне на когось іншого, або ж робить вигляд, що він тут ні до чого. Також Містер Бін любить робити вигляд, що нібито кудись поспішає, аби тільки-но скоріше втекти, звідти, де йому незручно.
Однак іноді Бін все ж здатний і допомагати людям, щоправда це трапляється вкрай рідко.
Також Бін зовсім позбавлений етики та культури в громадських місцях. Наприклад, у першій серії він заснув у церкві, у стрічці «Бін» дивак голосно шморгає у хусточку. До того ж Бін дуже кумедно танцює, якщо його рухи можна назвати танцем («Містер Бін виходить в місто»). Ще однією рисою Містера Біна є те, що йому зазвичай буває нудно на таких атракціонах, як «великі американські гірки» та інших, які мають велику швидкість.
Бін часто негативно впливає на техніку, особливо на телевізори, котрі при його появі або вимикаються, або не показують зображення.
Зазвичай Містеру Біну не надто щастить, беручи до уваги його схильність до пригод, не важко зрозуміти чому. Але бувають і винятки, що повністю компенсують його невдачі.
Попри те, що зовні здається, ніби Бін — це лише веселун, насправді він по-своєму нещасливий. Немає на світі людини, яка може повністю зрозуміти його логіку, подружитися з ним, тому що цього не може й сам Бін. І в цьому криється його певна трагедія. Наприклад у серії «З Різдвом Вас, Містер Бін», від Біна йде його подруга. Він залишається один у своїй кімнаті і засмучується через це, звичайно його смуток тривав недовго, лише кілька секунд, однак за ці кілька секунд глядачеві стає шкода цього веселуна і ми розуміємо наскільки Бін нікому не потрібний, наскільки він самотній. Також у серії «Зробіть самі, Містер Бін», ситуація повторюється, але вже з двома знайомими Біна.

### Тедді

Містер Бін та його ведмедик в серії «Стрижка від містера Біна лондонського»

Єдиним справжнім другом Біна є його плюшевий ведмедик Тедді. Саме до Тедді Містер Бін здатен проявити турботу, піклування та любов. Це можна спостерігати протягом всього серіалу. Але часто Тедді добре дістається від Біна. Наприклад, в одній з серій він використовував його як малярську щітку для фарбування («Зробіть самі, Містер Бін»).
Для Містера Біна Тедді не є просто іграшкою, Бін цілком серйозно вважає його живим. В серії «Стрижка від Містера Біна лондонського» герой навіть представляє свого ведмедика на собачому конкурсі, де, як не дивно, Тедді займає перше місце. Протягом багатьох серій можна побачити, як Бін балакає з плюшевим ведмедиком. Перед сном він читає тому казки, а також гіпнотизує, щоб той заснув (Бін тримає пальцем голову Тедді, а після клацання прибирає палець, і ведмідь неначебто дійсно засинає).
В сьомій серії, «З Різдвом Вас, Містер Бін», Бін подарував своєму Тедді на Різдво оченята (два ґудзика). А вранці наш герой намагається вести себе значно тихіше, щоб не розбудити ведмедика, ще й легенько прикриває того ковдрою («Містер Бін та його неприємності»).

## Список серій
| №  | Назва серії                             | Оригінальна назва            | Рік  |
| -- | --------------------------------------- | ---------------------------- | ---- |
| 1  | «Містер Бін»                            | «Mr. Bean»                   | 1990 |
| 2  | «Повернення Містера Біна»               | «The Return of Mr. Bean»     | 1990 |
| 3  | «Прокляття Містера Біна»                | «The Curse of Mr. Bean»      | 1991 |
| 4  | «Містер Бін виходить в місто»           | «Mr. Bean Goes to Town»      | 1991 |
| 5  | «Містер Бін та його неприємності»       | «The Trouble with Mr. Bean»  | 1992 |
| 6  | «Містер Бін знову в дорозі»             | «Mr. Bean Rides Again»       | 1992 |
| 7  | «З Різдвом Вас, Містер Бін»             | «Merry Christmas Mr. Bean»   | 1992 |
| 8  | «Містер Бін у кімнаті 426»              | «Mr. Bean in Room 426»       | 1993 |
| 9  | «Подумайте про дітей, Містер Бін»       | «Mind the Baby, Mr. Bean»    | 1993 |
| 10 | «Зробіть самотужки, Містер Бін»         | «Do-It-Yourself Mr. Bean»    | 1994 |
| 11 | «Знов до школи, Містер Бін»             | «Back to School Mr. Bean»    | 1994 |
| 12 | «Ваша подача, Містер Бін»               | «Tee Off, Mr. Bean»          | 1995 |
| 13 | «На добраніч, Містер Бін»               | «Goodnight Mr. Bean»         | 1995 |
| 14 | «Стрижка від Містера Біна лондонського» | «Hair by Mr. Bean of London» | 1995 |

## Цікаві факти
- Якщо вірити словам Ровена Аткінсона, то для зйомок серіалу та двох повнометражних фільмів про Містера Біна було використано рівно 147 твідових костюмів[2].